# クレオール (ルイジアナ)
ルイジアナ州におけるクレオール（ルイジアナしゅうにおけるクレオール、英語: Louisiana Creole people）とは、1803年のルイジアナ買収によって米国の一部になる前の、フランス領ルイジアナ時代の移住者を先祖に持つ、全ての人種及び異人種間の混血の人々、またはこれらの人々の独自の文化とクレオール料理を指す。

## 定義
1718年頃のニューオーリンズの最も早い段階での「クレオール」の定義は、「フランスではなく、植民地(現在のアメリカ)で生まれた子供」だった。この定義は、1803年に米国が成文化するようになった。当時のクレオールの定義では、1700年代半ばから1800年代前半まで当地を統治したスペイン人の支配階級も含まれていた。
米国のルイジアナ州外出身の作家などが「クレオール」という用語を混合した人種の家系だけを指す、誤使用例がしばしば見られるが、これは伝統的なルイジアナでの用法ではない。地元民、特に比較的純粋なフランスとスペインのクレオールの家系の出身の人々は、「クレオール」という言葉の伝統的な用法ではアフリカの家系は入っていない、と主張してきた。しかし、植民地時代の記述によると、用語のより広い語法が18世紀後半には既に一般的であったことを示している。例えば「自由身分の色つきのクレオール人」、またはルイジアナ州で生まれた純粋なアフリカ系の黒人奴隷も「クレオール人の奴隷」と言及されている。
ルイジアナ・クレオール・ヘリテージ・センターでは、「クレオール」のことを、「一般的にフランス白人、アフリカ黒人、スペイン人とインディアンを先祖に持ち、そのほとんどがルイジアナに居住しているか、ルイジアナに居住している親戚を持つ人々」と記述している。さらに、「中国人、ロシア人、ドイツ人、およびイタリア人をはじめとする他の多くの民族がクレオール民族およびクレオール文化の成立に貢献した」と付け加えている。
現在、クレオールはフランス、またはスペインの文化的背景を共有する、あらゆる人種の人々の、広い文化的グループとして受け入れられている。自身を「クレオール」であると自認するルイジアナ人は、彼らの先祖が歴史上、直接フランスからルイジアナに来た人々か、カリブ海のフランス領植民地を経由して来た人々たちのフランス語を話す共同体にいた、という場合が最も一般的である。仏領カナダのアカディア人の子孫は、クレオールよりもむしろケイジャンとしての意識を持っている可能性が高い。現在でも「クレオール」は、スペイン人、フランス白人、インディアン、そして/または、アフリカ黒人を起源に持つ人々を指すのに使用される。
1850年までの、新しい「アメリカ人」移住者による長年にわたるクレオール差別の結果、フランス人およびスペイン人のクレオールは政治力を失い、「クレオール」という言葉はますますニューオーリンズの人々なら誰でも、またニューオーリンズの動物や建物なら何でも指すようになった。例えば、ミシシッピ川沿いに植民した初期のドイツ人の移民までもクレオールと呼ばれた。

## 言語
多くのルイジアナのクレオールたちは、英語、フランス語以外に、ルイジアナ・クレオール語（クレヨール・ルイジアン＝creyol luizien）と呼ばれる特有のクレオール言語を話してきた。